# Vilma Bardauskienė
Vilhelmina »Vilma« Augustinavičiūtė-Bardauskienė, litovska atletinja, * 15. junij 1953, Pakruojis, Sovjetska zveza.
Ni nastopila na poletnih olimpijskih igrah. Na evropskem prvenstvu leta 1978 je osvojila naslov evropske prvakinje v skoku v daljino. Dvakrat zapored je postavila nov svetovni rekord v skoku v daljino, ki ga je držala med letoma 1978 in 1982.  